# Liste der Lieder von Dua Lipa
Dies ist eine Liste der aufgenommenen und veröffentlichten Lieder der britisch-albanischen Popsängerin Dua Lipa. Die Reihenfolge der Titel ist alphabetisch sortiert. Sie gibt Auskunft über die Urheber und auf welchem Tonträger die Komposition erstmals zu finden ist.

## Eigenkompositionen

### A
| Titel             | Autoren                                                                                    | Album            | Jahr |
| ----------------- | ------------------------------------------------------------------------------------------ | ---------------- | ---- |
| Anything for Love | Dua Lipa, Ian Kirkpatrick, Danny L Harle, Caroline Ailin, Tobias Jesso Jr., Julia Michaels | Radical Optimism | 2024 |

### B
| Titel                 | Autoren | Album                                                        | Jahr |
| --------------------- | --- | ------------------------------------------------------------ | ---- |
| Bad Together          | Dua Lipa, Chelcee Grimes, Tom Barnes, Ben Kohn, Peter Kelleher                                             | Dua Lipa                                                     | 2017 |
| Begging               | Dua Lipa, Cara Salimando, James Flannigan, Gabriel Simon                                                   | Dua Lipa                                                     | 2017 |
| Be the One            | Lucy Taylor, Digital Farm Animals, Jack Tarrant                                                            | Spotify Sessions (EP) Be the One (EP) The Only (EP) Dua Lipa | 2015 |
| Blow Your Mind (Mwah) | Dua Lipa, Jon Levine, Lauren Christy                                                                       | The Only (EP) Dua Lipa                                       | 2016 |
| Boys Will Be Boys     | Dua Lipa, Justin Tranter, Clarence Coffee Jr., Jason Evigan, Sarah Hudson                                  | Future Nostalgia                                             | 2020 |
| Break My Heart        | Dua Lipa, Andrew Wotman, Ali Tamposi, Stefan Johnson, Jordan K. Johnson, Andrew Farriss, Michael Hutchence | Future Nostalgia                                             | 2020 |

### C
| Titel            | Autoren                                                                                | Album            | Jahr |
| ---------------- | -------------------------------------------------------------------------------------- | ---------------- | ---- |
| Can They Hear Us | Dua Lipa, Clarence Coffee Jr.                                                          | Gully            | 2021 |
| Cool             | Dua Lipa, Camille Purcell, Shakka Philip, Ben Kohn, Tom Barnes, Pete Kelleher, Tove Lo | Future Nostalgia | 2020 |

### D
| Titel                               | Autoren                                                                                   | Album             | Jahr |
| ----------------------------------- | ----------------------------------------------------------------------------------------- | ----------------- | ---- |
| Dance the Night                     | Dua Lipa, Caroline Ailin, Andrew Wyatt, Mark Ronson                                       | Barbie: The Album | 2023 |
| Demeanor (Pop Smoke feat. Dua Lipa) | Bashar Jackson, Dua Lipa, Daniel Mlzrahi, Michael Gomes, Dru Decaro, Sarah Hudson, Coffee | Faith             | 2021 |
| Don’t Start Now                     | Dua Lipa, Caroline Ailin, Emily Warren, Ian Kirkpatrick                                   | Future Nostalgia  | 2019 |
| Dreams                              | Dua Lipa, Tom Neville, Chelcee Grimes                                                     | Dua Lipa          | 2017 |

### E
| Titel                       | Autoren | Album                                        | Jahr |
| --------------------------- | --- | -------------------------------------------- | ---- |
| Electricity (mit Silk City) | Dua Lipa, Mark Ronson ,Thomas Wesley Pentz, Diana Gordon, Romy Madley Croft, Philip Meckseper, Jacob Olofsson, Rami Dawod, Maxime Picard, Clément Picard | Dua Lipa (Complete Edition) Electricity (EP) | 2018 |
| End of an Era               | Dua Lipa, Kevin Parker, Danny L Harle, Caroline Ailin, Tobias Jesso Jr.                                                                                  | Radical Optimism                             | 2024 |

### F
| Titel              | Autoren                                                                                 | Album                                   | Jahr |
| ------------------ | --------------------------------------------------------------------------------------- | --------------------------------------- | ---- |
| Falling Forever    | Dua Lipa, Ian Kirkpatrick, Danny L Harle, Caroline Ailin, Emily Warren, Ali Tamposi     | Radical Optimism                        | 2024 |
| Fever (mit Angèle) | Dua Lipa, Julia Michaels, Caroline Ailin, Ian Kirkpatrick, Jacob Kasher Hindlin, Angèle | Future Nostalgia: The Moonlight Edition | 2020 |
| For Julian         | Dua Lipa, Eg White                                                                      | The Only (EP) Dua Lipa                  | 2017 |
| French Exit        | Dua Lipa, Kevin Parker, Danny L Harle, Caroline Ailin, Tobias Jesso Jr.                 | Radical Optimism                        | 2024 |
| Future Nostalgia   | Dua Lipa, Jeff Bhasker, Clarence Coffee Jr.                                             | Future Nostalgia                        | 2020 |

### G
| Titel       | Autoren | Album            | Jahr |
| ----------- | --- | ---------------- | ---- |
| Garden      | Dua Lipa, Greg Wells, Sean Douglas                                                                                                 | Dua Lipa         | 2016 |
| Genesis     | Dua Lipa, Andreas Schuller, Sarah Hudson, Clarence Coffee Jr.                                                                      | Dua Lipa         | 2017 |
| Good in Bed | Dua Lipa, Michael „Lindgren“ Shulz, Melanie Joy Fontana, Taylor Upsahl, David Charles Marshall Biral, Denzel Michael-Akil Baptiste | Future Nostalgia | 2020 |

### H
| Titel            | Autoren                                                                 | Album                                                  | Jahr |
| ---------------- | ----------------------------------------------------------------------- | ------------------------------------------------------ | ---- |
| Hallucinate      | Dua Lipa, Samuel George Lewis, Sophie Frances Cooke                     | Future Nostalgia                                       | 2020 |
| Happy for You    | Dua Lipa, Kevin Parker, Danny L Harle, Caroline Ailin, Tobias Jesso Jr. | Radical Optimism                                       | 2024 |
| High             | Dua Lipa, Ethan Snoreck, Jonathan Hill, Sarah Aarons                    | Fifty Shades Freed: Original Motion Picture Soundtrack | 2018 |
| Homesick         | Dua Lipa, Chris Martin                                                  | Dua Lipa                                               | 2017 |
| Hotter than Hell | Dua Lipa, Adam Midgley, Tommy Baxter, Gerard O’Connell                  | Spotify Sessions (EP) The Only (EP) Dua Lipa           | 2016 |
| Houdini          | Dua Lipa, Danny L Harle, Kevin Parker, Tobias Jesso Jr.                 | Radical Optimism                                       | 2024 |

### I
| Titel                                   | Autoren                                                                 | Album                                   | Jahr |
| --------------------------------------- | ----------------------------------------------------------------------- | --------------------------------------- | ---- |
| IDGAF                                   | Dua Lipa, MNEK, Larzz Principato, Skyler Stonestreet, Whiskey Waters    | Dua Lipa Deezer Sessions (EP)           | 2017 |
| If It Ain't Me                          | Dua Lipa, Junior Oliver Frid, Taylor Parks, Uzoechi Emenike             | Future Nostalgia: The Moonlight Edition | 2021 |
| If Only (Andrea Bocelli feat. Dua Lipa) | Francesco Sartori, Mauro Malavasi                                       | Sì                                      | 2018 |
| Illusion                                | Dua Lipa, Caroline Ailin, Danny L Harle, Kevin Parker, Tobias Jesso Jr. | Radical Optimism                        | 2024 |

### K
| Titel                            | Autoren | Album                       | Jahr |
| -------------------------------- | --- | --------------------------- | ---- |
| Kiss and Make Up (mit Blackpink) | Dua Lipa, Chelcee Grimes, Yannick Rastogi, Zacharie Raymond, Mathieu Jomphe-Lepine, Marc Vincent, Teddy Park | Dua Lipa (Complete Edition) | 2018 |

### L
| Titel                                        | Autoren | Album                                                        | Jahr |
| -------------------------------------------- | --- | ------------------------------------------------------------ | ---- |
| Last Dance                                   | Dua Lipa, Stephen „Koz“ Kozmeniuk, Talay Riley                                                                                        | Spotify Sessions (EP) Be the One (EP) The Only (EP) Dua Lipa | 2016 |
| Levitating (feat. DaBaby)                    | Dua Lipa, Clarence Coffee Jr., Sarah Hudson, Stephen Kozmeniuk Dua Lipa, Clarence Coffee Jr., Sarah Hudson, Stephen Kozmeniuk, DaBaby | Future Nostalgia                                             | 2020 |
| Levitating (feat. DaBaby)                    | Dua Lipa, Clarence Coffee Jr., Sarah Hudson, Stephen Kozmeniuk Dua Lipa, Clarence Coffee Jr., Sarah Hudson, Stephen Kozmeniuk, DaBaby | Future Nostalgia (Bonus Edition)                             | 2020 |
| Lost in Your Light (feat. Miguel)            | Dua Lipa, Miguel, Rick Nowels | Dua Lipa                                                     | 2017 |
| Love Again                                   | Dua Lipa, Clarence Coffee Jr., Stephen Kozmeniuk, Chelcee Grimes                                                                      | Future Nostalgia                                             | 2020 |
| Love Is Religion (The Blessed Madonna Remix) | Dua Lipa, Clarence Coffee Jr., Daniel Traynor, Sarah Hudson, Stephen Kozmeniuk, Uzoechi Emenike                                       | Club Future Nostalgia                                        | 2020 |

### M
| Titel                                               | Autoren                                                                                             | Album            | Jahr |
| --------------------------------------------------- | --------------------------------------------------------------------------------------------------- | ---------------- | ---- |
| Maria                                               | Dua Lipa, Andrew Wyatt, Danny L Harle, Caroline Ailin, Julia Michaels                               | Radical Optimism | 2024 |
| My Love (Wale feat. Major Lazer, Wizkid & Dua Lipa) | Olubowale Akintimehin, Thomas Pentz, Clément Picard, Maxime Picard, Ayodeji Balogun, Eric Bellinger | Shine            | 2017 |

### N
| Titel                             | Autoren                                                                                            | Album                                                        | Jahr |
| --------------------------------- | -------------------------------------------------------------------------------------------------- | ------------------------------------------------------------ | ---- |
| New Love                          | Dua Lipa, Emile Haynie, Andrew Wyatt                                                               | Spotify Sessions (EP) Be the One (EP) The Only (EP) Dua Lipa | 2015 |
| New Rules                         | Caroline Ailin, Emily Warren, Ian Kirkpatrick                                                      | Dua Lipa Live Acoustic (EP) Deezer Sessions (EP)             | 2017 |
| No Goodbyes                       | Dua Lipa, Dan Traynor, Lindy Robbins, Ilsey Juber                                                  | Dua Lipa                                                     | 2017 |
| No Lie (Sean Paul feat. Dua Lipa) | Andrew Jackson, Emily Warren, Jamie „Sermstyle“ Sanderson, Philip „Pip“ Kembo, Sean Paul Henriques | Mad Love the Prequel Dua Lipa (Complete Edition)             | 2016 |
| Not My Problem (feat. JID)        | Dua Lipa, Clarence Coffee Jr., Sarah Hudson, Stephen Kozmeniuk, Destin Choice Route                | Future Nostalgia: The Moonlight Edition                      | 2021 |

### O
| Titel                        | Autoren                            | Album                       | Jahr |
| ---------------------------- | ---------------------------------- | --------------------------- | ---- |
| One Kiss (mit Calvin Harris) | Dua Lipa, Adam Wiles, Jessie Reyez | Dua Lipa (Complete Edition) | 2018 |

### P
| Titel                                   | Autoren | Album                   | Jahr |
| --------------------------------------- | --- | ----------------------- | ---- |
| Physical                                | Dua Lipa, Jason Evigan, Clarence Coffee Jr., Sarah Hudson                                                                  | Future Nostalgia        | 2020 |
| Potion (mit Calvin Harris & Young Thug) | Calvin Harris, Dua Lipa, Young Thug, Jessie Reyez, Maneesh Bidaye                                                          | Funk Wav Bounces Vol. 2 | 2022 |
| Pretty Please                           | Dua Lipa, Julia Michaels, Caroline Ailin, Ian Kirkpatrick                                                                  | Future Nostalgia        | 2020 |
| Prisoner (Miley Cyrus feat. Dua Lipa)   | Dua Lipa, Miley Cyrus, Andrew Wotman, J. Johnson, Marcus Lomax, Michael Pollack, S. Johnson, Ali Tamposi, Jonathan Bellion | Plastic Hearts          | 2020 |

### R
| Titel                                                          | Autoren                                                        | Album                       | Jahr |
| -------------------------------------------------------------- | -------------------------------------------------------------- | --------------------------- | ---- |
| Real Groove (Studio 2054 Remix) (Kylie Minogue feat. Dua Lipa) | Kylie Minogue, Alida Garpestad Peck, Nico Stadi, Teemu Brunila | Real Groove EP              | 2020 |
| Room for 2                                                     | Dua Lipa, Tom Neville, Autumn Rowe                             | Dua Lipa                    | 2016 |
| Running                                                        | Dua Lipa, Andrew Wyatt                                         | Dua Lipa (Complete Edition) | 2018 |

### S
| Titel                                       | Autoren | Album | Jahr |
| ------------------------------------------- | --- | --- | ---- |
| Scared to Be Lonely (mit Martin Garrix)     | Martijn Garritsen, Georgia Ku, Nathaniel Campany, Kyle Shearer, Giorgio Tuinfort | Dua Lipa (Complete Edition) The Martin Garrix Collection The Martin Garrix Collection (Deluxe) The Martin Garrix Experience | 2017 |
| Sugar (Remix) (Brockhampton feat. Dua Lipa) | Dua Lipa, Brian Casey, Chuks Chiejine, Ciarán McDonald, Dominique Simpson, Ian Simpson, Jabari Manwarring, Jermaine Dupri, Jonathan Buck, Manuel Seal Jr., Matthew Champion, Romil Hemnani, Russell Boring, Ryan Beatty, Usher Raymond, William Wood | — | 2020 |
| Swan Song                                   | Dua Lipa, Justin Tranter, Kennedi Lykken, Mattias Larsson, Robin Fredriksson, Thomas Holkenborg | — | 2019 |
| Sweetest Pie (mit Megan Thee Stallion)      | Dua Lipa, Clarence Coffee Jr., Joshua Isaiah Parker, Sarah Hudson, Stephen Kozmeniuk | Traumazine | 2022 |

### T
| Titel              | Autoren | Album                                               | Jahr |
| ------------------ | --- | --------------------------------------------------- | ---- |
| That Kind of Woman | Dua Lipa, Clarence Coffee Jr., Justin Parker, Sam Dew                                                                                       | Future Nostalgia: The Moonlight Edition             | 2021 |
| These Walls        | Dua Lipa, Andrew Wyatt, Danny L Harle, Caroline Ailin, Billy Walsh                                                                          | Radical Optimism                                    | 2024 |
| Thinking 'Bout You | Dua Lipa, Adam Argyle | Spotify Sessions (EP) Dua Lipa Deezer Sessions (EP) | 2017 |
| Training Season    | Danny L. Harle, Kevin Parker, Martina Sorbara, Nick Gale, Shaun Frank, Steve Francis, Richard Mastroianni, Tobias Jesso Jr., Yaakov Gruzman | Radical Optimism                                    | 2024 |

### U
| Titel                                              | Autoren | Album           | Jahr |
| -------------------------------------------------- | --- | --------------- | ---- |
| Un Día (One Day) (mit J Balvin, Bad Bunny & Tainy) | Dua Lipa, Clarence Coffee Jr., Alejandro Borrero, Benito Antonio Martínez Ocasio, Daystar Peterson, Ivanni Rodriguez, José Álvaro Osorio Balvín, Marco Masís | Summer Vacation | 2020 |

### W
| Titel         | Autoren                                                            | Album                                   | Jahr |
| ------------- | ------------------------------------------------------------------ | --------------------------------------- | ---- |
| Want To       | Dua Lipa, Amish Dilipkumar Patel, Andrew Jackson                   | Dua Lipa (Complete Edition)             | 2018 |
| We're Good    | Dua Lipa, Emily Warren, Scott Harris, Sylvester Willy Sivertsen    | Future Nostalgia: The Moonlight Edition | 2021 |
| Whatcha Doing | Dua Lipa, Kevin Parker, Danny L Harle, Caroline Ailin, Ali Tamposi | Radical Optimism                        | 2024 |

## Coverversionen
| Titel                                             | Autoren | Album                 | Jahr |
| ------------------------------------------------- | --- | --------------------- | ---- |
| Bang Bang                                         | Sonny Bono                                                                                                 | Dua Lipa              | 2017 |
| Bridge over Troubled Water (Artists for Grenfell) | Paul Simon                                                                                                 | —                     | 2017 |
| Cold Heart (Pnau Remix) (mit Elton John)          | Elton John, Nicholas Littlemore, Sam Littlemore, Peter Mayes, Dean Meredith, Andrew Meecham, Bernie Taupin | The Lockdown Sessions | 2021 |
| Times Like These (Live Lounge Allstars)           | Dave Grohl, Taylor Hawkins, Nate Mendel, Chris Shiflett                                                    | —                     | 2020 |